# Coleophora tesquorum
Coleophora tesquorum é uma espécie de mariposa do gênero Coleophora pertencente à família Coleophoridae.